# Кондратьев, Владимир Петрович (журналист)
Влади́мир Петро́вич Кондра́тьев (25 декабря 1947, Москва, РСФСР) — советский и российский журналист, один из ведущих политических обозревателей российского телевидения. Штатный сотрудник телеканала НТВ. Заслуженный работник культуры Российской Федерации (1994).

## Биография
Владимир Кондратьев родился 25 декабря 1947 года в Москве. С 1966 по 1967 год учился на переводческом факультете Московского государственного педагогического института иностранных языков (МГПИИЯ) имени Мориса Тореза. Числился в группе первых советских студентов, посланных на полный курс обучения в ГДР. В 1972 году окончил факультет журналистики Университета имени Карла Маркса (Лейпциг, ГДР).

### Профессиональная деятельность
На телевидении работает с 1972 года.
В 1972 — 1992 годах — Гостелерадио СССР. Изначально — редактор, позже старший редактор отдела радиовещания на ГДР, ФРГ и Австрию Главной редакции радиовещания на страны Западной Европы. Параллельно подрабатывал переводчиком на международных ярмарках, в 1981 году был в составе делегации, сопровождавшей Брежнева во время его последней поездки в Германию.
С 1983 по 1986 год — комментатор Главной редакции информации ТВ Гостелерадио СССР, журналист программы «Время».
С 1986 по 1992 год — заведующий корпунктом советского Гостелерадио в Бонне, Германия. Вёл репортаж о падении Берлинской стены, во время которого, вопреки советской цензуре, выпил с коллегами в кадре пиво в честь будущего объединения ГДР и ФРГ в единую Германию.
С 1992 по 1994 год работает в ГТРК «Останкино». Заведующий отделом ГТРК «Останкино» в Бонне, Германия.
С августа 1994 года работает на телеканале НТВ. Перешёл на НТВ по приглашению Олега Добродеева. В 1994—1997 годах — директор представительства НТВ в Германии (Берлин). В том же 1994 году Кондратьеву поступило предложение от Бориса Березовского занять один из руководящих постов на будущем канале ОРТ, от которого он отказался, объяснив это тем, что уже согласился работать на НТВ. Впоследствии отзывался о Березовском как о «весьма обходительном, вежливом человеке с неординарными идеями».
По собственной инициативе в 1997 году вернулся в Россию. В период с мая 1997 по март 1998 года — заместитель главного продюсера, директор дирекции программ НТВ.
С марта по август 1998 года недолго работал в информагентстве РИА «Новости». Заместитель председателя правления.
С августа 1998 года по настоящее время снова работает на телеканале НТВ. Обозреватель службы информации канала. Специализировался, главным образом, на освещении политических событий в России, деятельности политических партий, правительства, событий в Кремле и Государственной Думе Российской Федерации. Подготовил материал о первом дне Владимира Путина в качестве исполняющего обязанности президента России после отставки Бориса Ельцина — 31 декабря 1999 года. Продолжил работу на телеканале и после событий 14 апреля 2001 года, связанных с переходом НТВ под контроль «Газпрома». Неоднократно принимал участие в пресс-конференциях президента России. Делал репортажи для программ «Сегодня», «Итоги», «Намедни», «Герой дня», «Страна и мир», «Личный вклад», «Сегодня: итоговая программа», «Сегодня. Итоги», «Анатомия дня», «Акценты недели», «Точка» и «Итоги дня».
25 апреля 2007 года в паре с Андреем Черкасовым вёл прямой репортаж с церемонии прощания с Борисом Ельциным на телеканале НТВ, 7 мая 2012 года — трансляцию с президентской инаугурации. Также комментировал Парад Победы 9 мая 2015 года в паре с Владимиром Чернышёвым.
Являлся старшим корреспондентом НТВ, работавшим в эфире. Когда Кондратьев выходил на прямую связь со студией программы «Сегодня», с 2003 года ведущие выпуска всегда обращались к нему по имени-отчеству: «Владимир Петрович».
С 2022 года, оставаясь в штате НТВ, является советником директора Дирекции информационного вещания.

### Семья
Владимир Кондратьев женат, имеет дочь.

## Документальные фильмы
- «Стена» (2009) — фильм посвящён 20-летию со дня падения Берлинской стены[38][39].
- «НТВ-видение. Тайна Фаберже» (2016) — к 170-летию со дня рождения Карла Фаберже[40].

## Награды и звания
- Орден «За заслуги перед Отечеством» IV степени (16 ноября 2011 года) — за большие заслуги в развитии отечественного телерадиовещания и многолетнюю плодотворную деятельность[41]
- Орден Дружбы (27 ноября 2006 года) — за большой вклад в развитие отечественного телерадиовещания и многолетнюю плодотворную деятельность[42]
- Заслуженный работник культуры Российской Федерации (12 января 1994 года) — за заслуги в области культуры и многолетнюю плодотворную работу[43][44]
- Премия Правительства Российской Федерации в области средств массовой информации (14 декабря 2018 года) — за персональный вклад в развитие средств массовой информации[45].
- Благодарность Президента Российской Федерации (23 апреля 2008 года) — за информационное обеспечение и активную общественную деятельность по развитию гражданского общества в Российской Федерации[46].
- Член Академии Российского телевидения.
- Лауреат Премии имени Петера Бениша (2011 год)[47]
- Премия ТЭФИ — 2015 — за личный вклад в развитие российского телевидения[48]